# Ramon Menezes
Ramon Menezes Hubner (* 30. Juni 1972 in Contagem) ist ein brasilianischer Fußballtrainer und ehemaliger -fußballspieler.

## Karriere

### Als Spieler
Ramon spielte in der Jugend bei Cruzeiro Belo Horizonte, ehe er im Jahr 1989 in die Profimannschaft hochgezogen wurde und dort bis 1992 blieb. Im ersten Jahr bei den Profis absolvierte er vier Spiele, ohne Torerfolg. Im Jahr 1990 hatte er 19 Ligaspiele und vier Treffer vorzuweisen. An elf Spielen war er 1991 beteiligt, wovon er einmal ins Tor traf. Danach war er noch 1993 aktiv, wo er achtmal auf dem Rasen stand, ein Treffer landete im Tor. Ende 1993 kündigte er den Vertrag und unterschrieb 1994 einen neuen Vertrag beim Verein EC Bahia, wo er für ein Jahr aktiv war. Im Jahre 1994 absolvierte er zehn Spiele, dabei schoss er ein Tor. Im nächsten Jahr spielte er bei EC Vitória, wo er 18 Spiele spielte und sieben Tore erzielte. Ab 1995 spielte er beim deutschen Verein Bayer 04 Leverkusen. In der Saison 1995/96 war er 15-mal mit seiner Mannschaft auf dem Rasen und schoss ein Tor.
1996 kehrte Ramon bereits wieder nach Brasilien zurück, wo er seine Karriere beim Verein CR Vasco da Gama fortsetzte, wo er vier Jahre unter Vertrag stand. Im ersten Jahr absolvierte er 13 Spiele und schoss fünf Tore. Im darauffolgenden Jahr 1997 erhielt er 30 Einsätze, sieben Pässe von ihm führten zu Toren. 19 Spiele spielte er in der Saison 1998, während des Jahres erzielte er zehn Tore. Im letzten Jahr vor dem Wechsel zum Verein Atlético Mineiro nahm er noch an 18 Spielen teil und schoss vier Tore. 2000 unterschrieb er den Wechsel zum Verein Atlético Mineiro, wo er zwei Jahre lang aktiv war. 13 Spiele absolvierte er im ersten Jahr und erzielte zwei Tore. Im nächsten Jahr war er an 25 Spielen beteiligt, wovon sechs Pässe im Tor endeten. Am Ende der Saison ging Ramon wieder zum Verein CR Vasco da Gama zurück, wo er 2002 17 Spiele absolvierte und 15 Tore schoss. Am Ende des Jahres verließ er den Verein und ging ein Jahr zum japanischen Verein Tokyo Verdy, bei welchem er sich an 25 Spielen beteiligte. Sechs Pässe endeten im Tor.
Beim japanischen Verein blieb er nur für ein Jahr, ehe er wieder nach Brasilien zurückkehrte. Sein erster Verein nach der Rückkehr war Fluminense Rio de Janeiro, wo er 25 Spiele absolvierte und elf Tore schoss. 2005 unterschrieb er einen Vertrag beim Verein Botafogo FR, wo Ramon an 25 Ligaspielen teilnahm, viermal beförderte er den Ball ins Tor. 27-mal auf dem Rasen stand er 2006 zum dritten Mal in seiner Karriere beim Verein CR Vasco da Gama im Einsatz. Beim dritten Mal war er wie beim zweiten Mal nur ein Jahr beim Verein. In diesem Jahr war er an 27 Spielen beteiligt und schoss dabei sechs Tore. 2007 unterschrieb er einen Vertrag beim Verein Athletico Paranaense, wo er zwölf Spiele absolvierte und zwei Treffer erzielte. Seine letzten zwei Jahren verbrachte er beim Verein EC Vitória, 2008 nahm er an 30 Spielen teil, sieben Pässe endeten im Tor. Im letzten Jahr seiner Karriere stand er 23-mal mit dem Verein auf dem Rasen und schoss dabei viermal ins Tor. Am Ende der Saison kündigte er den Vertrag und legte 2010 eine Pause ein. 2011 kehrte er wieder auf das Fußballfeld zurück und absolvierte elf Spiele beim Verein Joinville EC, wovon er einmal ins Tor traf. 2012 war er bei SER Caxias do Sul angestellt. 2013 ließ Ramon beim Verein AD Cabofriense seine aktive Laufbahn ausklingen.
2001 war er Mitglied der brasilianischen Fußballnationalmannschaft. Er absolvierte fünf Spiele und erzielte ein Tor.

### Als Trainer
Direkt im Anschluss an seinen Spielerkarriere wurde Ramon als Trainer aktiv. Zunächst arbeitete er von 2013 bis 2015 beim Joinville EC als Trainerassistent. Dieser erreichte in der Saison 2014 die Meisterschaft in der Série B und den Aufstieg in die Série A. Die Meisterschaftsrunde in dem Wettbewerb 2015 erlebte Ramon nicht mehr vollständig mit. Mitte des Jahres wechselte er zum unterklassigen AE Evangélica, um bei diesem Cheftrainer zu werden. In der Série C der Staatsmeisterschaft von Goiás konnte er im Oktober 2015 die Meisterschaft feiern. Danach verließ Ramon den Klub wieder. 2016 betreute er drei verschiedene Klubs, darunter wieder Joinville.
2019 gelang Ramon mit einem Wechsel zu Vasco da Gama die Rückkehr in die Série A. Hier wurde er zunächst als Trainerassistent eingesetzt. Nach der Entlassung von Abel Braga wurde Ramon Ende März 2020 zum Cheftrainer berufen. Nach dem 14. Spieltag der Meisterschaftsrunde 2020 wurde Ramon bei Vasco am 8. Oktober wieder entlassen. Der Klub lag zu dem Zeitpunkt auf dem 10. Tabellenplatz. Einen Monat später wurde Ramon Trainer beim Série B Klub Clube de Regatas Brasil. Bereits nach neun Spielen wurde er am 17. Dezember wieder entlassen.
Im Juni 2021 verpflichtete der EC Vitória ihn nach dem zweiten Spieltag der Série B 2021. Am 5. August wurde er nach dem 15. Spieltag wieder entlassen. Der Klub lag zu dem Zeitpunkt auf Platz 15.
Im März 2022 nahm Menezes ein Angebot des CBF an, die U20-Auswahl Brasiliens zu betreuen. Mit dem Team konnte er am 12. Februar 2023 die U-20-Fußball-Südamerikameisterschaft 2023 gewinnen. Am 1. März 2023 gab der CBF bekannt, dass Menezes die A–Auswahl im Freundschaftsspiel gegen die Auswahl Marokkos am 25. März betreuen wird. Nach dem Ausscheiden von Nationaltrainer Tite zum Ende Januar 2023, hatte der Verband noch keinen neuen Trainer berufen. Menezes war drei Länderspiele lang als Interimscoach tätig, bis dann Fernando Diniz als Platzhalter für den ursprünglich als Nationaltrainer Brasiliens vorhergesehenen Italiener Carlo Ancelotti einsprang.

## Erfolge

### Als Spieler
Cruzeiro
- Staatsmeisterschaft von Minas Gerais: 1990
- Supercopa Sudamericana: 1991, 1992
- Copa do Brasil: 1993

Vitoria
- Staatsmeisterschaft von Bahia: 1995, 2008, 2009, 2010

Vasco da Gama
- Campeonato Brasileiro de Futebol: 1997
- Staatsmeisterschaft von Rio de Janeiro: 1998
- Copa Libertadores: 1998
- Torneio Rio-São Paulo: 1999

Atletico MG
- Staatsmeisterschaft von Minas Gerais: 2000

Joinville
- Staatspokal von Santa Catarina: 2011

### Als Trainer
Evangélica
- Staatsmeisterschaft von Goiás Série C: 2015

Brasilien U20
- U-20-Fußball-Südamerikameisterschaft: 2023

## Auszeichnungen
- Bola de Prata: 2002